# Haga (Akershus)
Haga is een plaats in de Noorse gemeente Nes, fylke Akershus. Haga telt 579 inwoners (2007) en heeft een oppervlakte van 0,81 km².